# Celebrate Recovery
Celebrate Recovery est une ONG  humanitaire internationale chrétienne évangélique dont le but est d'aider les personnes à sortir de dépendances (alcoolisme, drogue, etc.). Son siège est situé à Lake Forest, aux États-Unis. 

## Histoire
L'organisation a été fondée en 1991 par John Baker, un ancien alcoolique guéri, membre du personnel de la Saddleback Church, avec le soutien du pasteur Rick Warren. Un programme de 12 étapes a été conçu sur le modèle du programme des Alcooliques anonymes, discuté lors de formations dans les églises, et augmenté de références à la Bible sur la repentance et l'engagement,. En 2004, le programme a été approuvé par le Département des services correctionnels de Californie et a fait son entrée dans les prisons. En 2022, l’organisation était présente dans 10 pays du monde.

## Programmes
L’organisation offre divers programmes de réhabilitation pour aider les personnes à sortir de dépendances de toutes sortes (alcoolisme, drogue, etc.) avec des formations dans les églises et du mentorat. Une étude publiée en 2011 par le Journal of Religion and Health au sujet des effets sur les participants conclut que la spiritualité du programme est peut-être un facteur bénéfique pour aider à résister à la consommation de substances.